# Veľké Kosihy
Veľké Kosihy (in ungherese Nagykeszi) è un comune della Slovacchia facente parte del distretto di Komárno, nella regione di Nitra.